# Coppa Mitropa 1963
La Coppa Mitropa 1963 fu la ventitreesima edizione del torneo e venne vinta dagli ungheresi del MTK, al secondo titolo.
A questa edizione rientrano le squadre austriache

## Partecipanti
| Nazione                   | Squadra              | Campionato                                                       | Note                               |
| ------------------------- | -------------------- | ---------------------------------------------------------------- | ---------------------------------- |
| Cecoslovacchia (bandiera) | Baník Ostrava        | 3º campionato di Cecoslovacchia 1962-63                          |                                    |
| Italia (bandiera)         | Bologna FC AC Torino | 4º campionato d'Italia 1962-63 8º campionato d'Italia 1962-63    |                                    |
| Jugoslavia (bandiera)     | Zeljeznicar Sarajevo | 3º campionato di Jugoslavia 1962-63                              |                                    |
| Ungheria (bandiera)       | MTK Vasas            | Vicecampione d'Ungheria 1962-63 9º campionato d'Ungheria 1962-63 | Vincitrice Coppa Mitropa 1962      |
| Austria (bandiera)        | FK Austria Admira    | Campione d'Austria 1962-63 Vicecampione d'Austria 1962-63        | Vincitrice Coppa d'Austria 1962-63 |

## Torneo

### Quarti di finale
Gare giocate il 29 maggio e 5 giugno
| Squadra 1     | Totale | Squadra 2            | Andata | Ritorno |
| ------------- | ------ | -------------------- | ------ | ------- |
| Baník Ostrava | 1 - 6  | Vasas                | 1 - 1  | 0 - 5   |
| FK Austria    | 3 - 4  | Zeljeznicar Sarajevo | 2 - 0  | 1 - 4   |
| Admira        | 2 - 5  | AC Torino            | 1 - 0  | 1 - 5   |
| MTK           | 2 - 1  | Bologna FC           | 1 - 1  | 1 - 0   |

### Semifinali
Gare giocate il 12 e 19 giugno
| Squadra 1            | Totale | Squadra 2 | Andata | Ritorno |
| -------------------- | ------ | --------- | ------ | ------- |
| Zeljeznicar Sarajevo | 1 - 2  | MTK       | 1 - 1  | 0 - 1   |
| Vasas                | 6 - 3  | AC Torino | 5 - 1  | 1 - 2   |

### Finale
Gare giocate il 26 giugno e 3 luglio
| Squadra 1 | Totale | Squadra 2 | Andata | Ritorno |
| --------- | ------ | --------- | ------ | ------- |
| MTK       | 3 - 2  | Vasas     | 2 - 1  | 1 - 1   |

## Classifica marcatori
|  | Gol | Marcatore      | Squadra              |
|  | --- | -------------- | -------------------- |
|  | 7   | Ferenc Machos  | Vasas                |
|  | 4   | László Pál     | Vasas                |
|  | 4   | Mišo Smajlović | Zeljeznicar Sarajevo |
|  | 4   | Istvan Kuti    | MTK                  |
|  | 3   | Joaquín Peiró  | AC Torino            |
|  |     |                |                      |